# تیموتی مارک توماس
تیموتی مارک توماس (انگلیسی: Tim Thomas؛ زادهٔ ۲۶ فوریهٔ ۱۹۷۷) بازیکن بسکتبال اهل ایالات متحده آمریکا است.
از باشگاه‌هایی که در آن بازی کرده‌است می‌توان به دالاس ماوریکس، شیکاگو بولز، فیلادلفیا سونتی‌سیکسرز، میلواکی باکس، فینیکس سانز، لس آنجلس کلیپرز، و نیویورک نیکس اشاره کرد.